# Lithobius honestus
Lithobius honestus är en mångfotingart som beskrevs av Carl Graf Attems 1938. Lithobius honestus ingår i släktet Lithobius och familjen stenkrypare.
Artens utbredningsområde är Vietnam. Inga underarter finns listade i Catalogue of Life.